# Jeremy Davidson (attore)
Jeremy Davidson, nato Jeremy Michael Greenberg (Vestal, 24 dicembre 1971), è un attore e regista statunitense.

## Biografia
Sposato con l'attrice Mary Stuart Masterson, conosciuta nel 2004 durante lo spettacolo teatrale La gatta sul tetto che scotta, da cui ha avuto quattro figli. Precedentemente era sposato con Shari Berkowitz.

## Filmografia parziale

### Cinema
- Salt, regia di Phillip Noyce (2010)

### Televisione
- Law & Order - I due volti della giustizia (Law & Order) – serie TV, episodio 9x21 (1999)
- Roswell – serie TV, 5 episodi (2000-2001)
- Cold Case - Delitti irrisolti (Cold Case) – serie TV, episodio 3x14 (2006)
- Army Wives - Conflitti del cuore (Army Wives) – serie TV, 58 episodi (2007-2012)
- Brothers & Sisters - Segreti di famiglia (Brothers & Sisters) – serie TV, 4 episodi (2010)
- Pan Am – serie TV, 14 episodi (2011-2012)
- Do No Harm – serie TV, 6 episodi (2013)
- Gotham – serie TV, episodi 1x05-1x07 (2014)
- The Americans – serie TV, episodio 2x01 (2014)
- Royal Pains – serie TV, 6 episodi (2014)
- Elementary – serie TV, episodio 2x17 (2014)
- Show Me a Hero, regia di Paul Haggis – miniserie TV, puntate 5-6 (2015)
- Madam Secretary – serie TV, episodi 3x19-3x20 (2017)
- Seven Seconds – serie TV, 8 episodi (2018)
- NCIS: New Orleans – serie TV, episodio 5x21 (2019)
- Dynasty – serie TV, episodio 2x14 (2019)
- FBI – serie TV, episodio 3x10 (2021)
- The Blacklist – serie TV, episodio 9x10 (2022)
- The Gilded Age – serie TV, episodio 3x06 (2025)

## Doppiatori italiani
Nelle versioni in italiano delle opere in cui ha recitato, Jeremy Davidson è stato doppiato da:
- Francesco Bulckaen in Law & Order - I due volti della giustizia, Army Wives - Conflitti del cuore
- Fabio Boccanera in White Collar, Pan Am
- Claudio Colombo in Ally McBeal
- Vittorio Guerrieri in Roswell
- Loris Loddi in Cold Case - Delitti irrisolti
- Roberto Draghetti in Law & Order - Unità vittime speciali
- Gianfranco Miranda in Person of Interest
- Saverio Indrio in Gotham
- Alberto Angrisano in Seven Seconds
- Davide Marzi in Bull
- Sergio Lucchetti in NCIS: New Orleans
- Andrea Lavagnino in Brothers & Sisters - Segreti di famiglia
- Massimo De Ambrosis in The Gilded Age